# Turó de Lligabosses
El Turó de Lligabosses és una muntanya de 684,3 metres d'altitud que es troba en el terme municipal de Monistrol de Calders, al Moianès, tot i que pel seu vessant occidental discorre el termenal amb el de Talamanca, de la comarca del Bages.
Del Turó de Lligabosses, situat al nord-oest del Coll de Lligabosses, arrenca cap al nord el Serrat de Mussarra. Està situat a l'esquerra del torrent de la Cucalera, altrament denominat torrent del Rossinyol, la capçalera del qual fa la volta pel sud i per l'est al turó de Lligabosses.